# Fuchsmühl
Fuchsmühl è un comune tedesco di 1 770 abitanti, situato nel land della Baviera.